# Напівжиття (роман)
Напівжиття — роман Відьядхара Найпола, нобелівського лауреата, що вийшов друком у 2001 р. Як і більшість його творів, цей роман присвячений темі життя людини в постколоніальній країні, проблемам, які виникають у цих країнах у перехідний період, коли відбувається переоцінка цінностей, пошук кращих можливостей, що змушує людей емігрувати, пристосовуватися до чужої культури. Сер Найпол привернув увагу суспільства до проблем міграції на рівні особистості, що і принесло йому світову славу.

## Сюжет і його характеристика
Головний герой твору Віллі Чандран, після довгих клопотань батька, який писав листи своїм давнім знайомим у Великій Британії з проханням допомогти влаштувати свого сина на навчання, вирушає до Лондона здобувати освіту в педагогічному коледжі, оскільки ні він, ні його батьки не бачать можливості реалізуватися у власній країні ― Індії. Хоча Індія позбулася колоніальної залежності й стала вільною країною, в ній залишається маса проблем, які перешкоджають розвитку особистості. Насамперед це проблема кастової належності. Батьки Віллі з різних каст: батько був нащадком жерців храму магараджі, а мати належала до «неповноцінних». Це тавро, яке не дає можливості досягти успіху у власній країні й жене людей до розвинених країн, ні чужа культура та спосіб життя, до яких їм доведеться пристосовуватися, не лякають їх.
Віллі Чандран, у якого прокинувся письменницький талант, приїхавши до Лондона, розчаровується, що так легко повірив у вищість європейської цивілізації. Він їхав сюди, бо був переконаний у безнадійності життя на батьківщині, але тепер він почав розуміти і туманність своїх перспектив у чужій країні.
Йому дуже важко пристосуватися в чужій країні, у нього багато комплексів і страхів. Йому по-новому треба було вчитися вітатися з людьми, зачиняти за собою двері, одягатися, йому важко було порозумітися з дівчатами, прийняти новий європейський тип поведінки. Віллі все довкола здавалося підробкою, лише під кінець другого семестру він зрозумів, що може нарешті відкинути всі ті правила й умовності, які заважали йому на батьківщині, та стати абсолютно вільним, скористатися тими перспективами, які перед ним відкриваються.
Тільки Віллі став потроху звикати до лондонського життя, як йому випала нагода потрапити в квартал, де жили емігранти з країн третього світу. Автор детально описує, яким убогим є життя цих людей. Вони живуть серед абсолютного бруду та антисанітарії. Мало в кого з цих людей була надійна робота.
Також автор торкається такої проблеми, як расова нерівність. Віллі довелося відчути на собі вороже ставлення місцевого населення. Але найбільше вражає в цій ситуації те, що герою доводилося відчувати подібне і в себе на батьківщині. Така обережність була для нього не новою. В Індії вони теж відсиджувалися вдома під час серйозних заворушень на ґрунті релігійних і кастових розходжень. Письменник підіймає цим дуже серйозну проблему відчуття своєї неповноцінності людьми третього світу, яка по суті переслідує їх усе життя, оскільки час від часу вони потрапляють у ситуації, коли їм про це нагадують, і в усьому світі не має місця, де б цього стовідсотково можна було уникнути.
Віллі потроху починає писати в Лондоні оповідання, деякі з них досить непогані, але більшою мірою вони не мали великого успіху, оскільки він трохи хитрував і запозичував сюжети з голлівудських фільмів, але окрім цього вони були малозрозумілі для англійського читача. Герой з огляду на таку ситуацію поступово приходить до висновку, що ця країна йому чужа, він закінчував коледж і перед ним поставало дві перспективи: повертатися в Індію, чого він не хотів, або ж залишитися в Англії і вчителювати в одній із шкіл для емігрантів і відчувати свою меншовартість, тому він приймає рішення покинути цю країну і лише чекає для цього слушної нагоди, покладаючись на долю. Його вабить невідомість, але водночас він досить слабка особистість, щоб боротися з обставинами, він пливе за течією і сподівається на якесь чудо.
І чудо трапляється. На щойно випущену ним книгу, котра, як йому здавалося, приречена на провал, відгукнулася дівчина Ана, що приїхала до Англії з однієї південноафриканської країни і була португалкою африканського походження. Вона зрозуміла його твір і написала Віллі про свої враження. Вони із Віллі — люди різних рас, із різних континентів, але в них є дещо спільне: Віллі народжений від батьків із різних каст, Ана — від матері-африканки і батька-португальця, окрім того, вони — вихідці з колоніального світу. Це зближує їх, вони одружуються. Віллі пропонує їй їхати до Африки, Ана не дуже рада такій перспективі, та все ж погоджується.
Автор детально описує клімат, життя та побут африканців, але за глобальністю проблем ця країна мало чим відрізняється від колоніальної Індії. Так само, як і там, більшість хоч трохи освічених людей мріють покинути Африку. Тут панує страшна розпуста, жахлива забобонність населення, ведеться боротьба за визволення з-під колоніальної залежності, а також сутички між племенами за контроль території. Герой твору через рік перебування в Африці доходить висновку, що світ тут такий самий нерівноправний.
Потрібно зауважити, що хоча в центрі роману стоять проблеми людини з постколоніальної країни, автор все ж таки насамперед звертає увагу на загальнолюдські цінності, він через увесь твір проводить універсальне питання для кожної людини в цьому світі — це питання оцінки людиною свого життя, його повноцінності, визначення свого місця в світі. Те, що автор ставить цю проблему на чільне місце, очевидно з самої назви роману — «Напівжиття». Героєві роману сорок один рік і він розуміє, що прожив «кращу половину свого життя, але ще нічого не зробив».
Кульмінацією твору є момент, коли Віллі вирішує залишити Африку та свою дружину. Він каже Ані, що втомився жити її життям, хоча колись сам попросив її про поїздку до Африки. Розуміючи справжні мотиви його рішення, дружина ставить йому лише одне запитання: «А ти впевнений, що це було моє життя?» Читач розуміє глибоку правду її слів, адже вона дозволила чоловікові у свій час зробити вибір і прийняла його, проживши життя так, як запропонував їй він, принісши, фактично, добровільну жертву і нічого не отримавши взамін. Таким філософським діалогом закінчується цей роман, змушуючи кожного з нас задуматись над своїм вибором і життям, право прожити яке нам дається лише один раз.